# 小行星5054
小行星5054（英語：5054 Keil）是一颗围绕太阳公转的小行星。1986年1月12日，愛德華·鮑威爾在可可尼诺县发现了此天体。
这颗小行星的绝对星等为85.87007453525324等。